# Roca siliciclástica

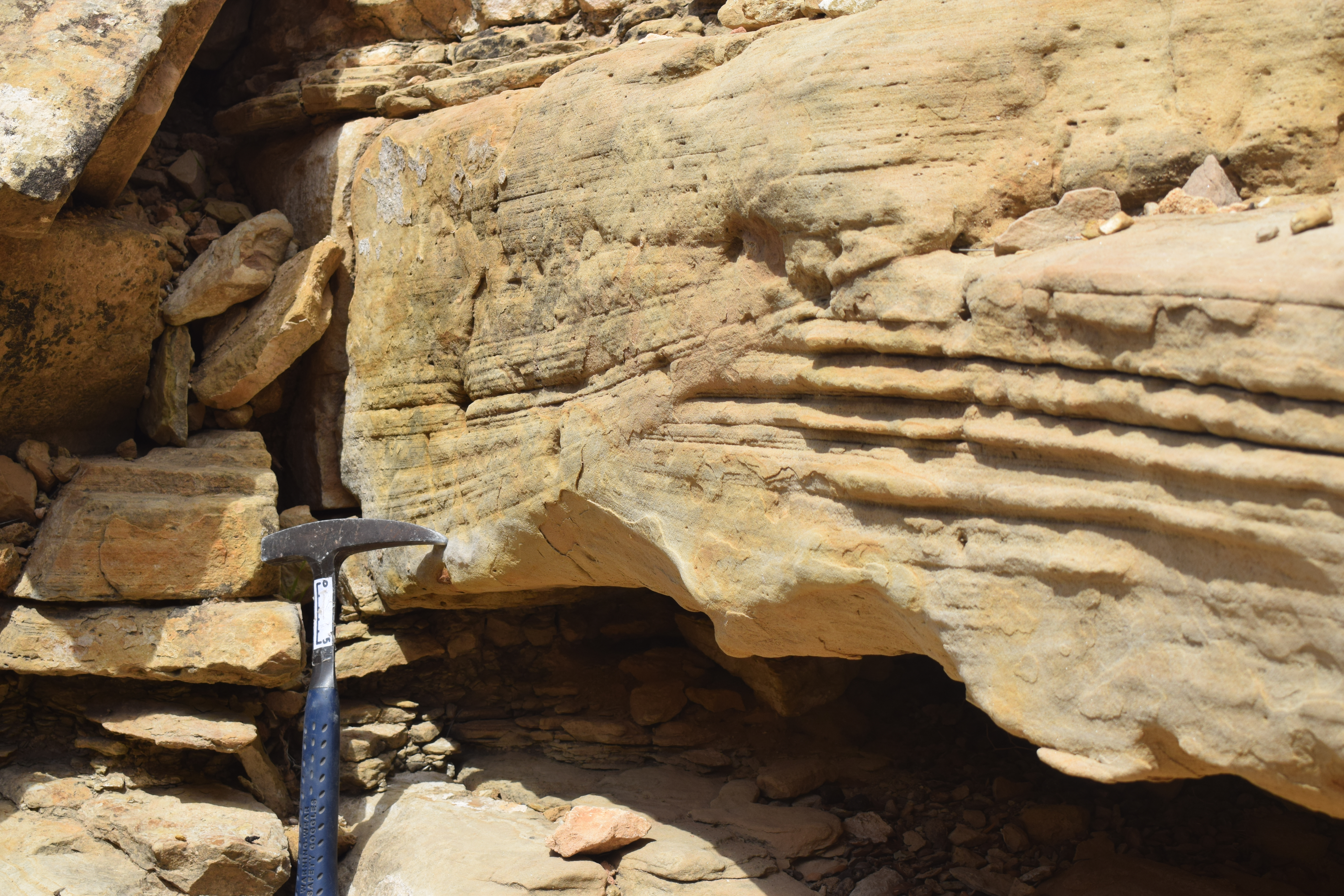
Estratificación cruzada en un sedimento siliciclastico expuesto (Cuenca de Agadir-Essaouira, Marruecos)

Las rocas siliciclásticas —llamadas también, incorrectamente, rocas siliclásticas— son rocas sedimentarias clásticas compuestas casi exclusivamente de cuarzo o silicatos, como feldespatos y micas. Todas las rocas siliciclásticas se forman por procesos inorgánicos, o se depositan a través de algún proceso mecánico, como depósitos de corriente (depósitos delta) que posteriormente se litifican. Son rocas con base de arenisca que representan alrededor del 50 al 60% de la exploración mundial de petróleo y gas. Los otros minerales de silicato que generalmente están presentes en las rocas sedimentarias siliciclásticas son feldespato, biotita, etc. [cita requerida]
Los sedimentos siliciclásticos son sedimentos a base de sílice, que carecen de compuestos de carbono, que se forman a partir de rocas preexistentes, por rompimiento, transporte y redeposición para formar rocas sedimentarias.